# Nguyễn Xuân Huy (nghệ sĩ vĩ cầm)
Nguyễn Xuân Huy (sinh năm 1972) là một nghệ sĩ vĩ cầm Việt Nam. Ông được xem là một trong những tài năng trẻ vĩ cầm của âm nhạc Việt Nam thập niên 1980 và 1990. Ngoài việc biểu diễn, Xuân Huy cũng gây được sự chú ý với vai trò là nghệ nhân làm đàn. Ông là người Việt Nam đầu tiên chế tác ra  một cây vĩ cầm làm từ sứ.

## Thân thế
Nguyễn Xuân Huy sinh năm 1972 tại Hà Nội. Xuân Huy có bố là nghệ sĩ vĩ cầm người Trung Quốc Nguyễn Bảo Đoàn tốt nghiệp tại Nhạc viện Thượng Hải. Mẹ ông là một người phụ nữ Việt Nam tên Phạm Thị Đông từng tham gia Thanh niên xung phong và theo ngành thanh nhạc. Ông có tên họ là Nguyễn để sống ở Việt Nam, nhưng cũng có nguồn nói ông là họ Ngô. Xuân Huy là anh trai của nữ vũ công Khánh Thi.
Ngày bé, Xuân Huy không được vui chơi bình thường như nhiều đứa trẻ khác. Bố ông dạy ông tập đàn. Nếu hôm nào không trả bài tốt, ông sẽ bị phạt. Lúc được gửi sang nước ngoài đi du học mà không có học bổng, thời gian đầu ông sống bằng tiền bố mẹ cóp nhặt gửi sang.

## Sự nghiệp

### Sự nghiệp biểu diễn
Khi 13 tuổi, Huy cùng các bạn là Đỗ Phượng Như, Dương Minh Chính dưới sự dẫn dắt của giáo sư, nhà giáo ưu tú Nguyễn Bích Ngọc - Trưởng đoàn Việt Nam sang Ba Lan dự cuộc thi Tài năng vĩ cầm trẻ. Tại cuộc thi này, Huy vượt qua 2 vòng đầu và đứng thứ 16 trong tổng số hơn 100 thí sinh dự thi. Xuân Huy đoạt giải phụ (giải cao nhất trong đoàn Việt Nam) với phần trình tấu tác phẩm hay nhất của Georg Philipp Telemann. Năm 1986 Xuân Huy là người đầu tiên ở lứa tuổi thiếu nhi trình diễn bản concerto viết cho Dàn nhạc Nhạc viện Hà Nội. Hai năm sau, Xuân Huy đỗ thủ khoa tại Nhạc viện Hà Nội (nay là Học Viện Âm nhạc Quốc gia Việt Nam) và được học bổng du học tại Liên Xô.
Vào thời điểm 18 tuổi sau khi được các giáo sư giới thiệu thi vào Dàn nhạc Giao hưởng Century do công nương Diana tài trợ, Xuân Huy đã vượt qua hàng trăm thí sinh để lọt vào top 15 người của dàn nhạc. Một lần nữa, Xuân Huy lại vượt qua hơn 20 cuộc sát hạch trong 8 năm từ 1990 - 1997 của Dàn nhạc Century để trụ lại thành công. Học xong trung cấp vĩ cầm vào năm 1992, ông đã không đủ tiền đóng học phí để học tiếp đại học nên phải kiếm việc làm thêm. Xuân Huy đã chọn việc đi dạy võ kiếm tiền. Môn Vịnh Xuân quyền mà ông dạy ở kí túc xá Trường Đường sắt đã đem lại số tiền cho Huy đóng học phí, sau đó ông thi vào Nhạc viện Tchaikovsky và đỗ điểm ưu. Ngày 31 tháng 8 năm 1997 trong chuyến bay từ Moskva sang Nhà hát Con sò ở Sydney, Úc để biểu diễn, Dàn nhạc Century nhận được tin công nương Diana tử nạn. Sự kiện này đã khiến cho dàn nhạc, trong đó nhiều nghệ sĩ như Xuân Huy bị sốc và mất tinh thần. Cùng lúc, ông nhận được tin rằng bố mắc bệnh hiểm nghèo nên phải trở về Việt Nam.
Sau sự kiện Liên Xô sụp đổ, ông viết thư kể lại về việc nhiều ngày phải nhịn đói. Các lưu học sinh như ông bị cắt giảm học bổng, phải lăn lộn kiếm sống và sau đó bị buộc phải về nước. Ông về công tác tại Nhà hát nhạc Vũ kịch Việt Nam nhưng chỉ được 7 tháng, sau đó ông chuyển qua Dàn nhạc Giao hưởng Việt Nam nhưng cũng chỉ làm việc trong thời gian ngắn. Sau đó, Xuân Huy nhận dạy học. Từ khoảng năm 2000, Xuân Huy dần dần im lặng với sự nghiệp trong nước. Thời gian này, theo chia sẻ của người thân, ông sống ẩn dật, chế tác và bán đàn kiếm sống.
Năm 2007, một bác sĩ người Hà Lan tìm đến Huy sau khi nghe những nghệ sĩ vĩ cầm giới thiệu. Sau đó. Xuân Huy được mời vừa là thầy dạy vừa là người phụ trách chuyên môn cho dàn nhạc. Sau đó, một hãng thời trang với ông chủ tên Minh Đỗ đã mời Xuân Huy làm cố vấn cho Luala Concert, một dự án âm nhạc cộng đồng thu hút nhiều nghệ sĩ nổi tiếng tham gia.

### Sự nghiệp chế tác đàn
Xuân Huy còn nổi tiếng là một nghệ nhân chế tác đàn vĩ cầm có tiếng. Với vốn am hiểu cây vĩ cầm, ông đã chế tác được rất nhiều cây đàn giá trị, trong đó có 5 cây vĩ cầm mà ông ưng ý nhất. 2 cây trong số đó đang nằm ở Học viện âm nhạc Paris, 1 cây ở Học viện âm nhạc Berlin. Ở Việt Nam có 2 cây, một cây do Trưởng khoa dây học viện Âm nhạc Quốc gia Việt Nam sử dụng và một cây do Giáo sư Tạ Bôn sử dụng.
Nhiều lần chủ nhân cây đàn đã phải vứt đàn đi, nhưng qua tay ông lại được khôi phục một cách đáng kể. Có thời gian ông từng bị rụng hết tóc vì mùn gỗ đẽo đàn bắn lên tóc. Có lần ông còn bị dao đục đâm vào tay gây chấn thương trong vài tháng. Tuy vậy, nhiều nghệ sĩ đàn vĩ cầm đều biết về cách làm đàn được xem là "lạ lùng" và nổi tiếng của Xuân Huy. Những năm học ở nước ngoài, ông thường đi đến các xưởng sản xuất đàn. Sự hiểu biết về âm nhạc và sự khéo léo của đôi bàn tay được xem là lí do giúp Huy thành công và nổi tiếng trong nghề chế tác đàn của mình. Để chế tác ra những cây vĩ cầm, thậm chí là chỉ chỉnh đàn, ông cũng dùng dao để làm. Tuy vậy, những sản phẩm của ông lại mang giá trị lớn, có những cây đàn lên tới hàng ngàn đô la Mỹ. Thông thường để làm thủ công một cây đàn phải mất hơn hai năm từ công đoạn chọn mua gỗ, ép, uốn gỗ đến chế tác. Nhưng cũng có lần ông làm một cây đàn vĩ cầm chỉ trong vòng 14 ngày với trung bình làm trong 18 tiếng. Năm 2014, ông làm dây vĩ từ tóc thật và biểu diễn liên tục trong 4 giờ. Sau phần trình diễn này, nhiều nghệ sĩ và khán giả đã bị thuyết phục.
Trong vòng 10 năm từ 1999 đến 2009, Xuân Huy chế tác được 15 cây đàn vĩ cầm gỗ và được xem là "hiện tượng hiếm hoi" vừa chơi đàn lại vừa làm đàn ở "đẳng cấp cao". Sau đó, ông có mong muốn tìm ra cách chế tạo một cây vĩ cầm làm từ sứ. Thế giới từng có những cây đàn sứ nhưng chỉ để bày, còn Xuân Huy mong muốn được cây đàn làm từ sứ vẫn chơi được. Cuối năm 2015, ông bắt đầu lên ý tưởng. Ban đầu ông tính chỉ tham gia quá trình gia công nguội, còn lại để nghệ nhân. Nhưng sau đó ông đã tự tay nghiên cứu và chế tác. Trong hai năm 2017 và 2018, Huy chế tác thành công 4 cây đàn làm từ sứ. Cây đàn sứ do ông chế tác đã được biểu diễn tại Tokyo nhân kỷ niệm 45 năm quan hệ ngoại giao Việt Nam - Nhật Bản. Trong lễ kỷ niệm này, ông chơi tác phẩm Méditation (Thaïs) của Jules Massenet dưới sự biểu diễn của cùng dàn nhạc dây Yokohama Sinfonietta diễn ra trước sự chứng kiến của Cựu Nhật hoàng Akihito và Hoàng hậu Michiko cùng nhiều quan chức cao cấp của Nhật Bản và Việt Nam. Cây đàn sau đó được đoàn Việt Nam tặng Nhật Hoàng, hiện tại được trưng bày trong Hoàng cung Tokyo.

### Hoạt động khác
Trong tập 8 chương trình "Siêu trí tuệ Việt Nam" (mùa 1), Xuân Huy tham gia trò chơi với khả năng cảm âm đặc biệt. Vòng 1, ông phải bịt mắt cảm nhận âm thanh rồi cho biết chính xác vị trí người chơi vĩ cầm thuộc giới tính nào. Vòng 2, ông phải dùng tai cảm nhận để lên dây đàn mà không có bất kỳ dụng cụ hỗ trợ nào. Vòng 3, ông phải cho biết âm thanh vĩ cầm được phát ra từ người chơi đàn ở vị trí số mấy. Ông đã hoàn thành và chiến thắng 3 vòng chơi thành công.
Ông cũng thực hiện ý tưởng dùng mùi hương bồ kết khử khuẩn, làm sạch không khí trong thời gian Đại dịch COVID-19 diễn ra.

## Thành tựu
Năm 2019, trong sự kiện "Kỷ lục Việt Nam 15 năm - Một hành trình" tại thành phố Hồ Chí Minh, Xuân Huy đã được trao bằng xác lập kỷ lục "Người chế tác và biểu diễn đàn vĩ cầm bằng sứ đầu tiên tại Việt Nam".

## Nhận định
Với những thành tích đạt được, ông thường được xem là một "tài năng và niềm đam mê âm nhạc hiếm có". Việc chế tác ra vĩ cầm sứ để biểu diễn đã khiến Xuân Huy được báo Tiền phong coi là "một kỳ nhân". Tờ báo này cũng cho biết cho biết ông trở thành hiện tượng hiếm hoi vừa có thể chơi đàn lại vừa có thể làm đàn ở "đẳng cấp cao". Đánh giá về khả năng cảm âm của nghệ sĩ Xuân Huy, nhạc sĩ Lê Minh Sơn cũng cho rằng: "Anh [Xuân Huy] có siêu tai. Đây phải là người sống chết với violin mới cảm được như thế". Xuân Huy cũng là người tiếp niềm đam mê và có ảnh hưởng lớn tới em gái là vũ công Khánh Thi. Báo Thể thao & Văn hóa cho rằng Xuân Huy là sự đối lập hoàn toàn về tính cách và quan điểm sống của Khánh Thi khi ông "chỉ quẩn quanh với đàn, với dàn nhạc riêng của mình rồi trở về chăm sóc gia đình."
Khi Xuân Huy chiến thắng được 3 vòng chơi trong chương trình "Siêu trí tuệ Việt Nam", nhà báo Lại Văn Sâm đã nhận xét: “Nó quá ghê gớm, vượt qua khỏi mọi sự hình dung tưởng tượng của mọi người. Một nghệ sĩ rất cá tính”.